# 51丁目 (マンハッタン)
51丁目（51ちょうめ、英：51st Street）はニューヨーク市マンハッタン区ミッドタウンを東西に貫く西行一方通行の通りである。5番街との交差点より東側が東51丁目、交差点より西側が西51丁目となっている。

## 名所
51丁目はFDRドライブを見下ろす丘の上にあるビークマン・プレイスから正式に始まる。なお通り自体は交差点より東に数フィート伸びているが、道路標識はこの区間をピーター・デトモルト・パークと表記している。パークにはFDRを越えてイースト川まで続く歩行者専用通路がある。

### ビークマン・プレイス
- 国際連合イエメン代表部

### 1番街
- 351 東51丁目 - ロングアイランドの戦いの後にネイサン・ヘイルが絞首刑にされたとされるいくつかの場所の1つにある集合住宅
- 国際連合ラオス代表部

### 2番街

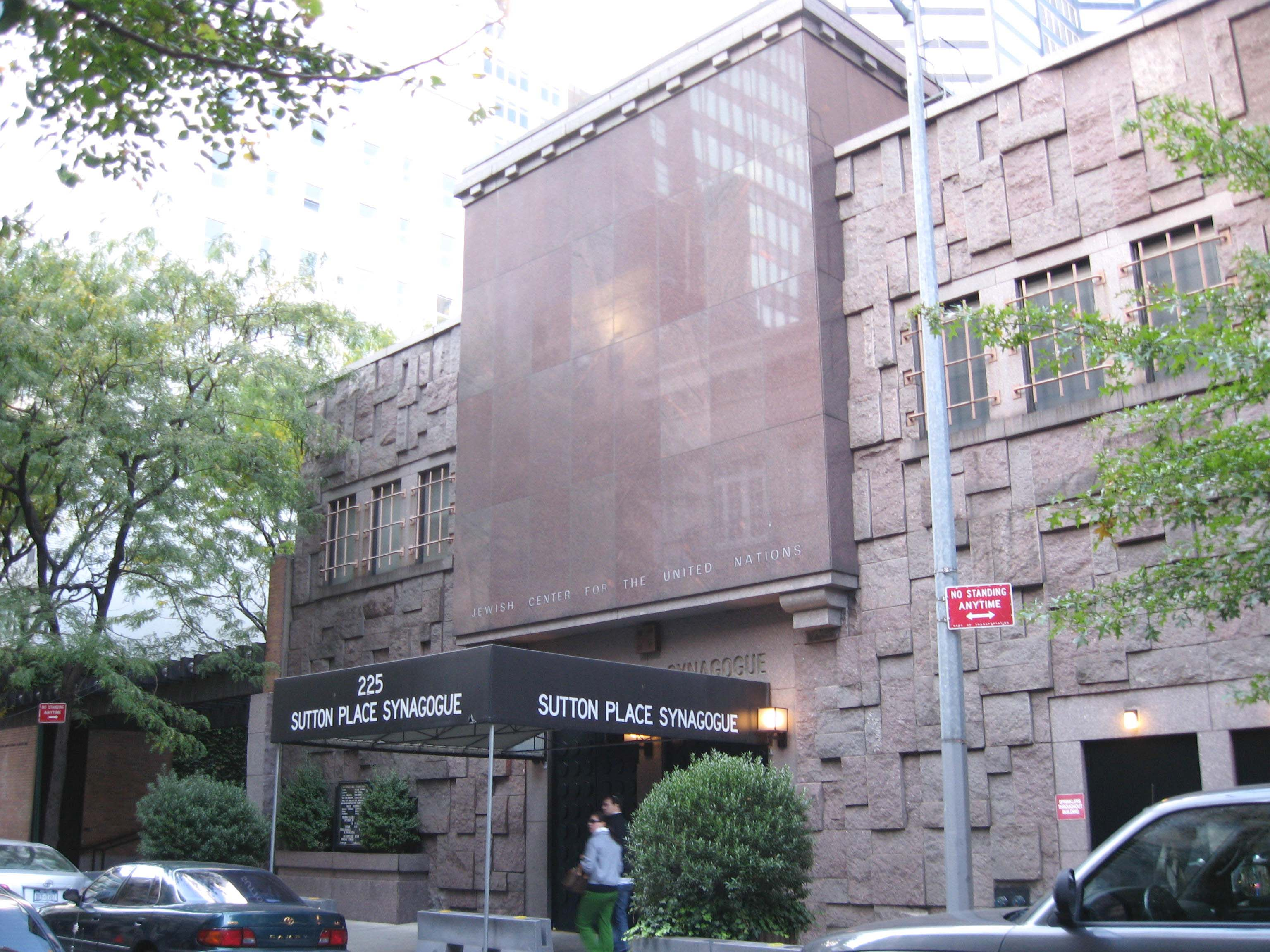
サットン・プレイス・シナゴーグ (国際連合ユダヤ・センター)

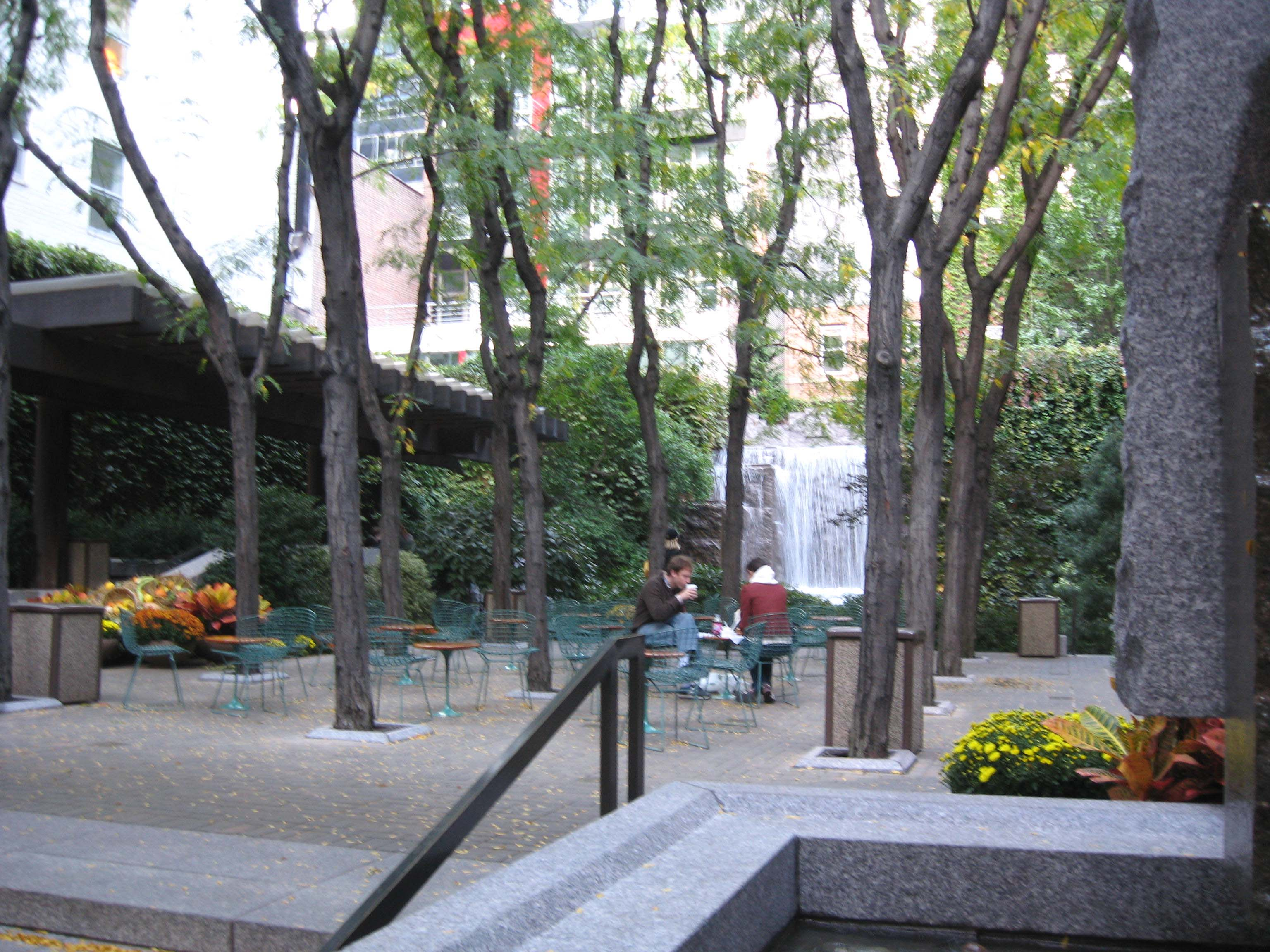
グリーンエイカー・パーク

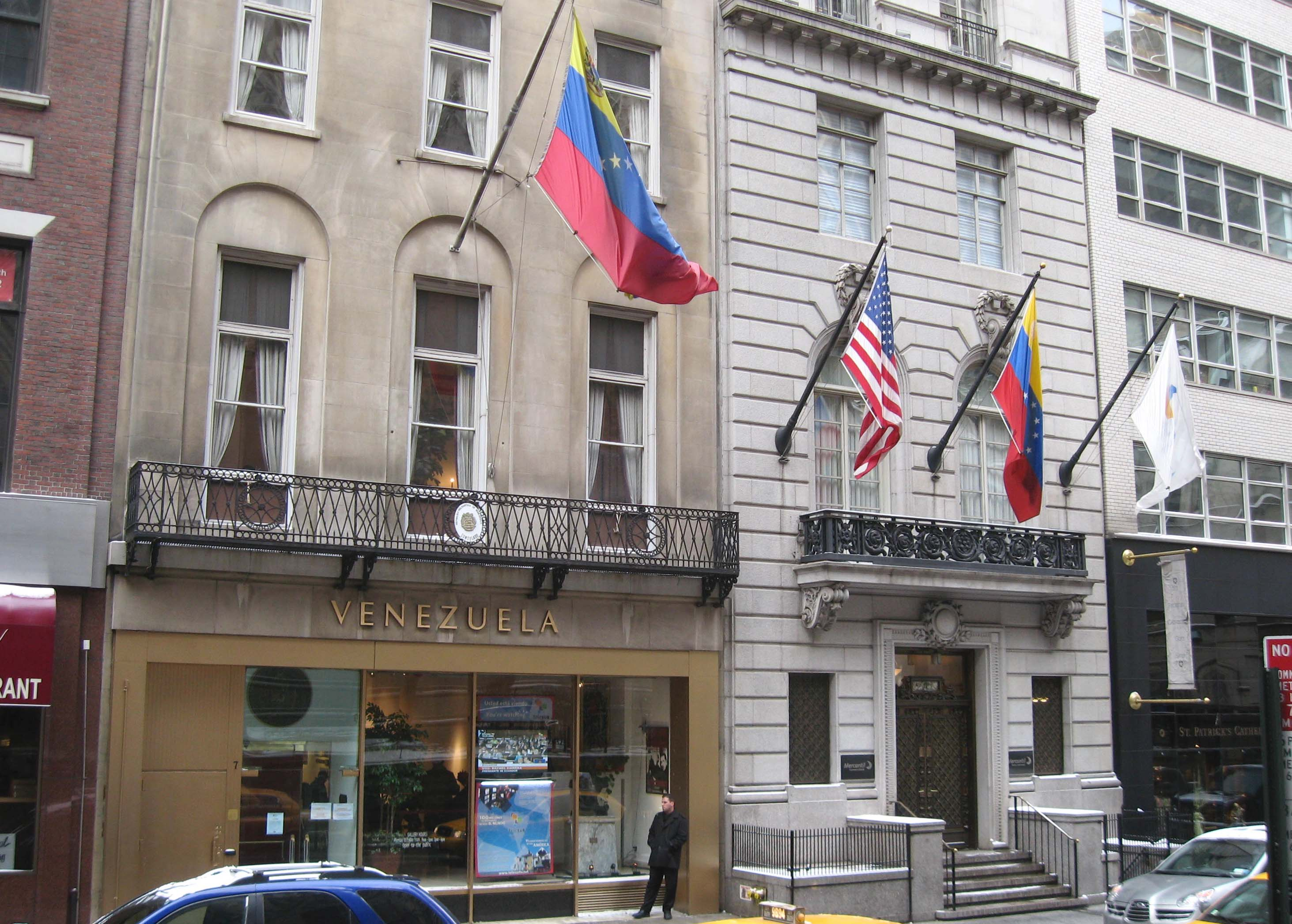
ベネズエラ領事館

- 国際連合トンガ代表部
- 国際連合赤道ギニア代表部
- PODホテル
- グリーンエイカー・パーク
- サットン・プレイス・シナゴーグ

### 3番街
- ニューヨーク市警察17管区
- ニューヨーク市消防局ラダー第2・第8大隊
- ダブル・ツリー・ホテル
- グレートブリテン領事館

### レキシントン・アベニュー
- ゼネラル・エレクトリック・ビル
- セント・バルトロマイ米国聖公会教会
- 345 パーク・アベニュー

### パーク・アベニュー
- 350 パーク・アベニュー
- 320 パーク・アベニュー
- ニューヨーク・パレス・ホテル

### マディソン・アベニュー
- セント・パトリック大聖堂
- ベネズエラ領事館
- オリンピック・タワー

### 5番街
- ロックフェラー・センター
- ラジオシティ・ミュージックホール
- 1290 アベニュー・オブ・ザ・アメリカス

### 6番街
- タイム-ライフ・ビルディング
- スポーツネット・ニューヨークスタジオ
- 1285 アベニュー・オブ・ザ・アメリカス
- 787 7番街
- ミレニアム・プラザ（タフト・ホテル）

### 6.5番街
- 6番街と7番街の間には6.5番街と呼ばれる西57丁目と西51丁目を結ぶ歩行者通路がある[2]。

### 7番街
- シェラトン・マンハッタン

### ブロードウェイ
- ノボテル・マンハッタン
- パラマウント・プラザ
- マーク・・ヘリンガー・シアター
- タイムズ・スクエア教会
- ガーシュウィン・シアター

### 8番街
- セントポール・ハウス - サタデー・ナイト・ライブで紹介された十字架の形をしたネオンサインの"Sin Will Find You Out"で有名なJ・J・D・ホールによって設立された教会。

### 9番街
- セイント・ビンセント・カトリック・メディカル・センターミッドタウン支部（閉鎖）

### 11番街
- ハスラー・クラブ

### ウェスト・サイド・ハイウェイ
51丁目はウェスト・サイド・ハイウェイ（ニューヨーク州道9A号線）との交差点で終わる。交差点の先はニューヨーク旅客船ターミナルとハドソン川である。

## 交通機関
ニューヨーク市地下鉄IRTレキシントン・アベニュー線51丁目駅が51丁目とレキシントン・アベニューの交差点に位置し、4系統・6系統・<6>系統が停車する。